# ایزی-سو-سیین
ایزی-سو-سیین (به فرانسوی: Aisey-sur-Seine) یک کمون در فرانسه است که در Canton of Châtillon-sur-Seine واقع شده‌است.

## خصوصیات
ایزی-سو-سیین ۱۲٫۷۲ کیلومترمربع مساحت و ۲۲۴ نفر جمعیت دارد و ۲۶۴ متر بالاتر از سطح دریا واقع شده‌است.